# 平头镇 (松桃县)
平头镇，是中华人民共和国贵州省铜仁市松桃苗族自治县下辖的一个乡镇级行政单位。
2015年12月8日，贵州省人民政府批复同意松桃县部分乡镇行政区划调整，同意撤销平头乡，设置平头镇，撤乡设镇后行政区域和政府驻地不变。

## 行政区划
平头镇下辖以下地区：
平头司村、连塘村、柑子园村、平土村、岑字村、平大村、团结村、枫香坪村、冷水溪村、金龙村、西溪村、石岘村、久安村、下马岩村、老寨村、兴隆塘村、蚂蝗村、大窑溪村和白岩塘村。